# Národní park Nandá Déví
Národní park Nandá Déví je chráněné území v indickém spolkovém státě Uttarákhand. Společně s národním parkem Údolí květin je zařazen mezi světové dědictví UNESCO, zároveň je i biosférickou rezervací. Nachází v západním Himálaji, jeho rozloha je 630 km². Nejnižší místo parku je v nadmořské výšce 1900 m n. m. (dno soutěsky řeky Riši Ganga, jedné z nejhlubších na Zemi), nejvyšším bodem je Nandá Déví (7817 m n. m.), tzn. výškový rozdíl téměř šest tisíc metrů.

## Přírodní podmínky
Chráněné území sestává z rozlehlé ledovcové pánve rozdělené řadou paralelních severojižně orientovaných hřbetů. Podél severní, východní a jižní části obvodu chráněného území se nachází šestnáct vrcholů o nadmořské výšce větší než 6000 m. Nejznámější z nich jsou Dunagiri (7 056 m) a Kalanka (6 931 m) na severu, Nandá Déví East (7 434 m) na východním okraji, Nanda Khat (6 811) na jihovýchodě a Trisul (7 127 m) na jihozápadě. Nejvýznamnější řekou v parku je Riši Ganga (povodí Gangy), jež je napájena z ledovců Changbang, North Rishi a North Nanda Devi ze severu a z ledovců South Nanda Devi a South Rishi z jihu. Nachází se zde několik ledovcových jezer, např. Rúp Kund.
Údolí řeky Riši Ganga, které je vnitřním himálajským údolím, má výrazné mikroklima. Podmínky jsou v něm obecně suché s nízkými ročními srážkami, ale od konce června do začátku září se zde vyskytují silné monzunové srážky. Převládající mlha a nízká oblačnost během monzunu udržuje půdu vlhkou, a proto je vegetace bujnější, než je obvyklé v jiných, sušších vnitřních himálajských údolích. Od poloviny dubna do června jsou teploty mírné až chladné (maximálně 19 °C).

## Flora a fauna
Vzhledem ke značnému výškovém rozdílu mezi nejnižším a nejvyšším bodem parku zde existuje několik různých biotopů. Lesy jsou omezeny převážně na soutěsku Riši do nadmořské výšky přibližně 3 350 m a dominují jim jedle západohimalájská (Abies pindrow), pěnišník zvonkovitý (Rhododendron campanulatum) a bříza himalájská (Betula utilis). Široký přechodový pás mezi nimi a výše položenými alpínskými loukami tvoří březový les s podrostem rododendronu. Směrem výše k vrcholkům a ledovcům jsou klimatické podmínky sušší, stávají se téměř xerickými a vegetace přechází na suchá vysokohorská společenstva, přičemž dominantním krytem se stává křovinatý jalovec Juniperus pseudosabina. S narůstající nadmořskou výškou jalovce ustupují travám, mechům a lišejníkům a v říčních korytech a jejich březích jednoletým bylinám a zakrslým vrbám Salix spp.
V biosférické rezervaci je evidován výskyt nejméně 120 druhů ptáků, např. bažant himálajský (Catreus wallichii), bažant lesklý (Lophophorus impejanus), bažant chocholatý (Pucrasia macrolopha), koroptev sněžní (Lerwa lerwa) a velekur himálajský (Tetraogallus himalayensis). Ze savců je zde zastoupen např. irbis (Uncia uncia), nahur modrý (Pseudois nayaur), kabar (Moschus), hulman posvátný (Semnopithecus entellus), medvěd ušatý (Ursus thibetanus) a tahr himálajský (Hemitragus jemlahicus).

## Fotogalerie

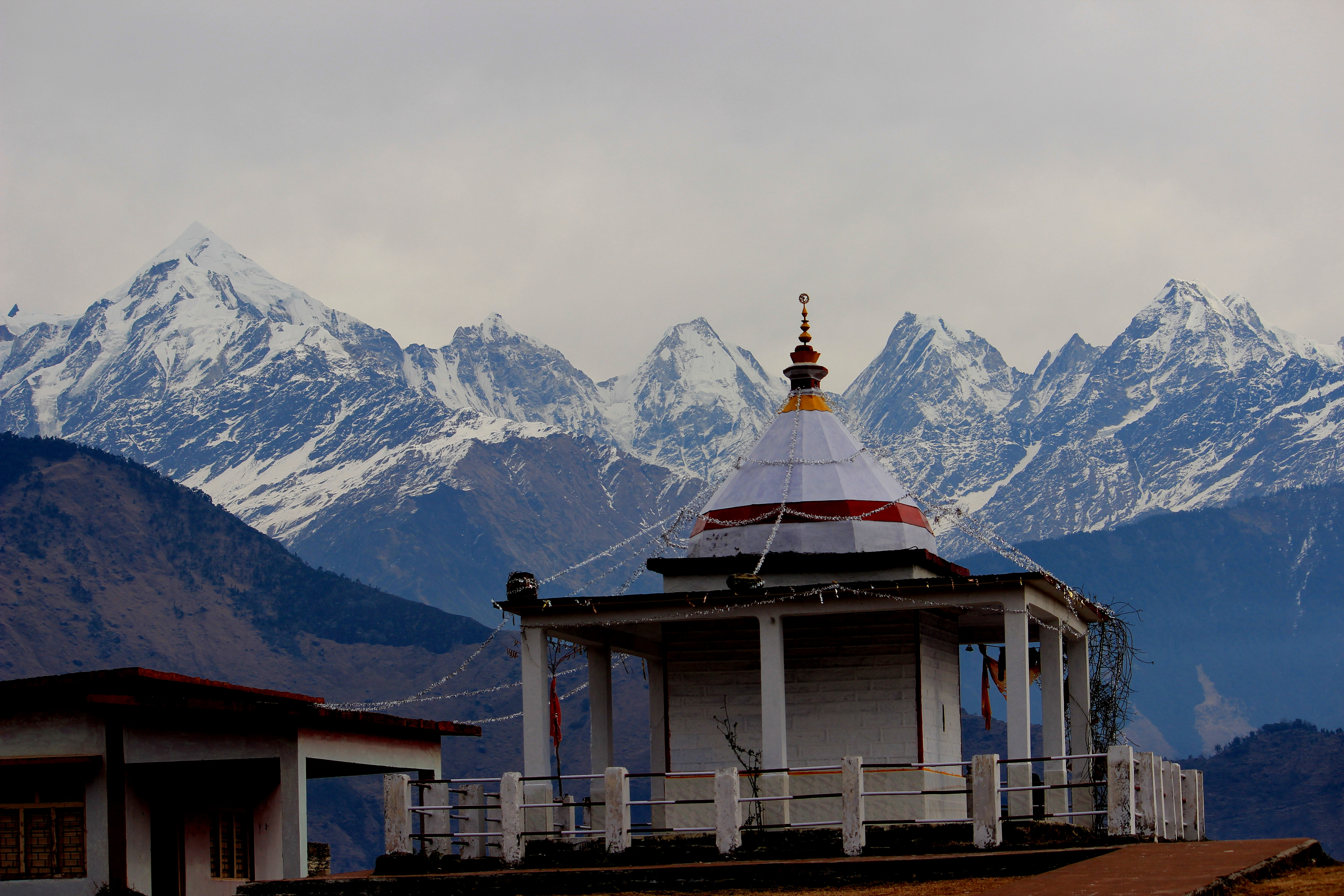
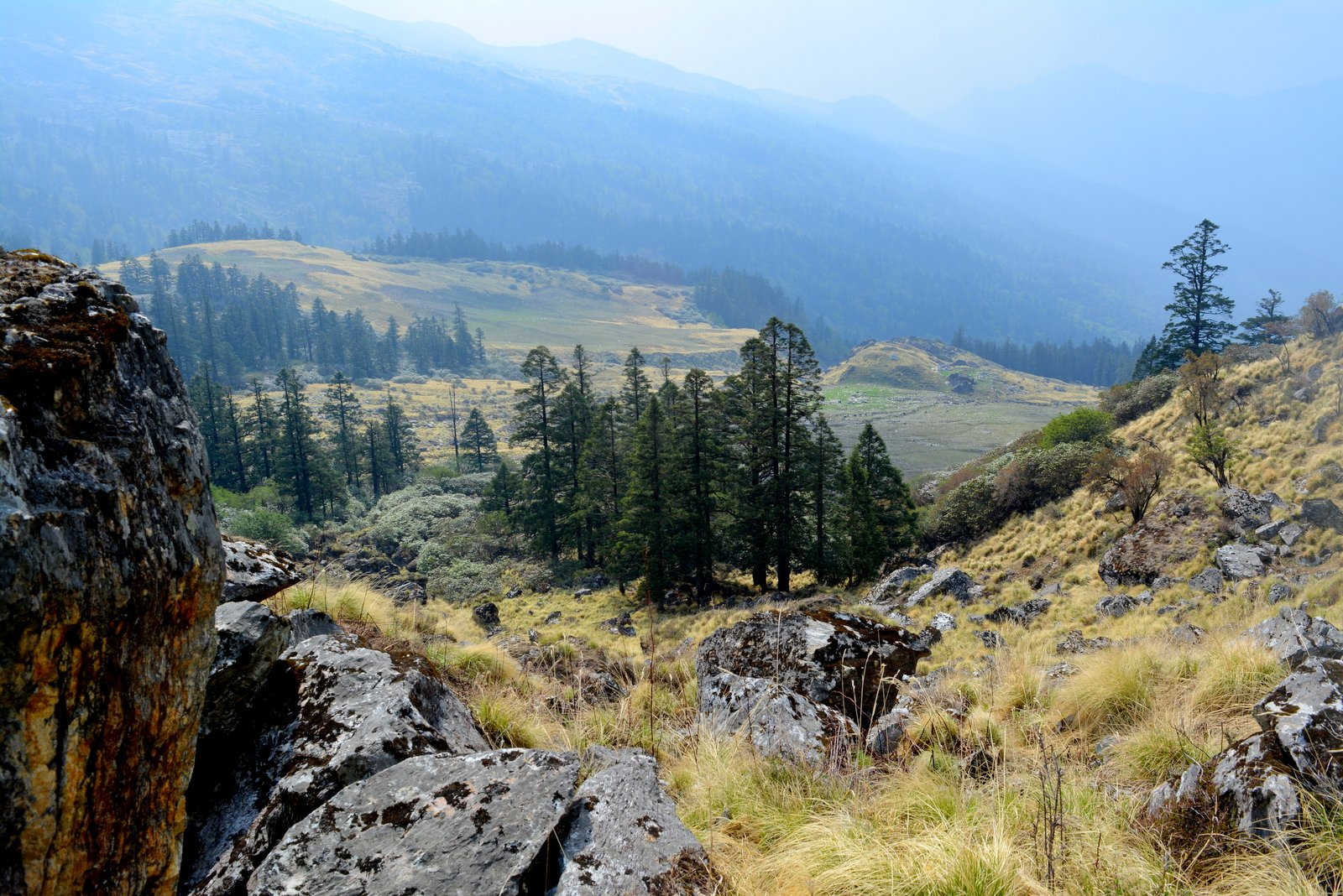
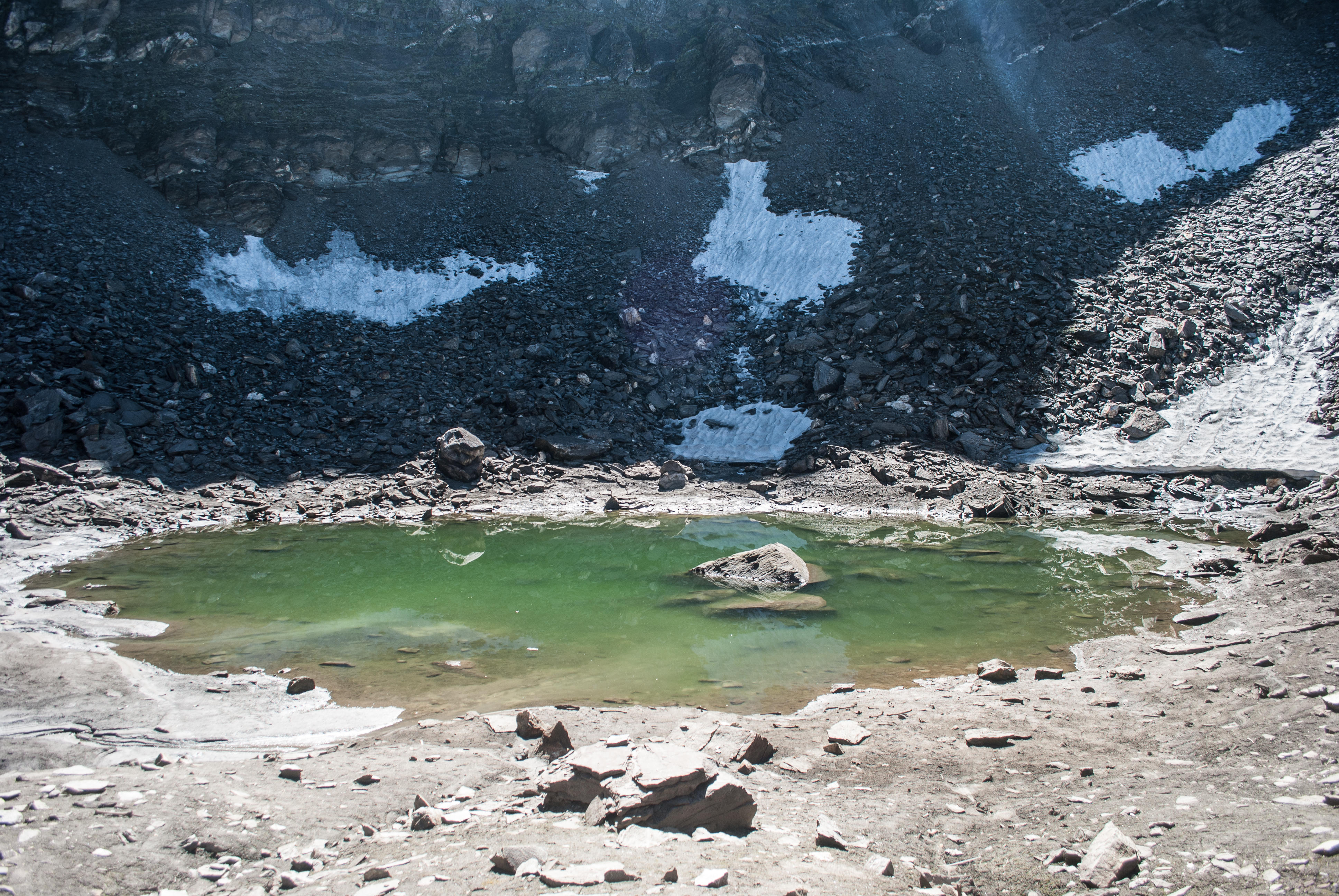
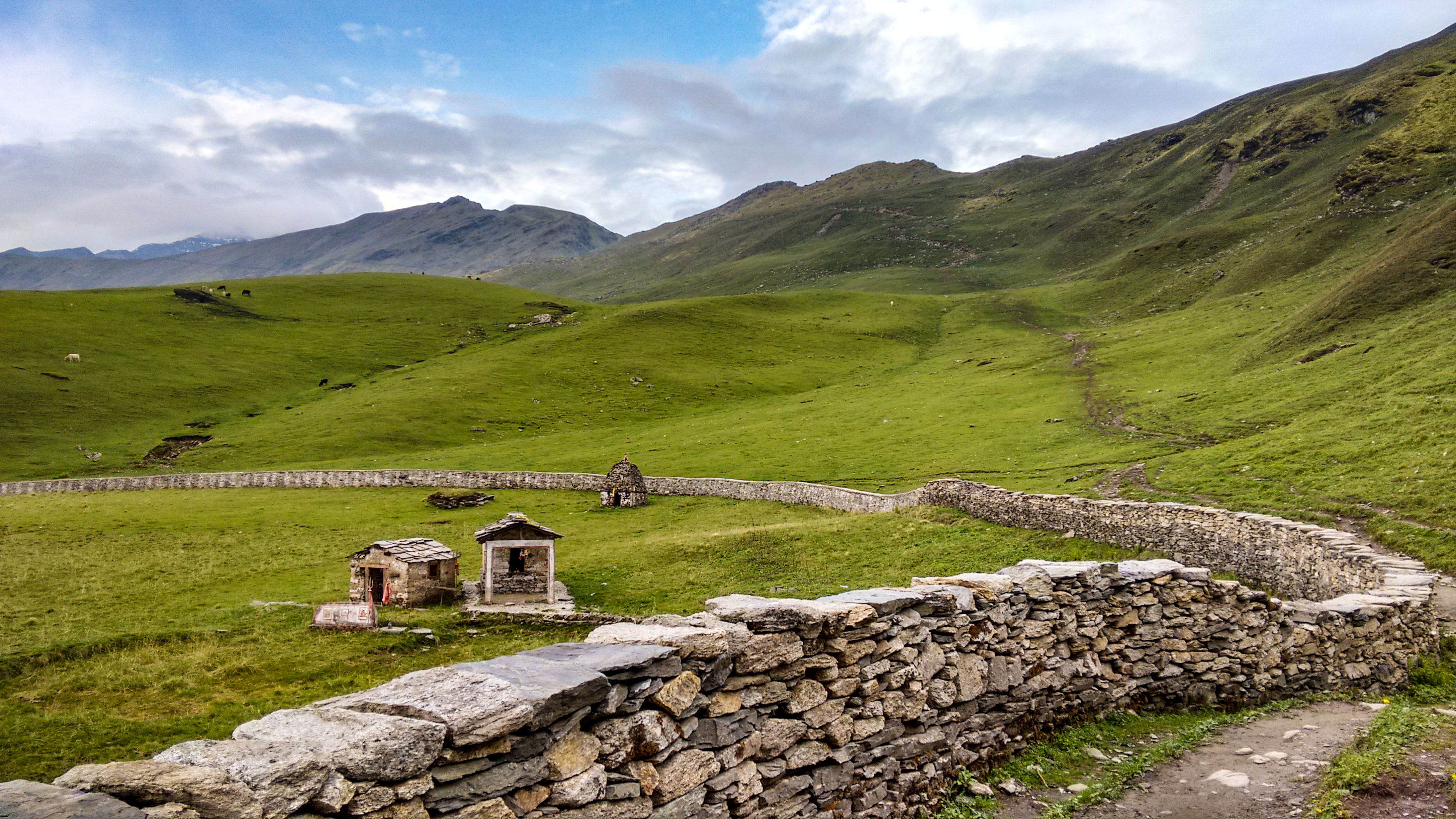
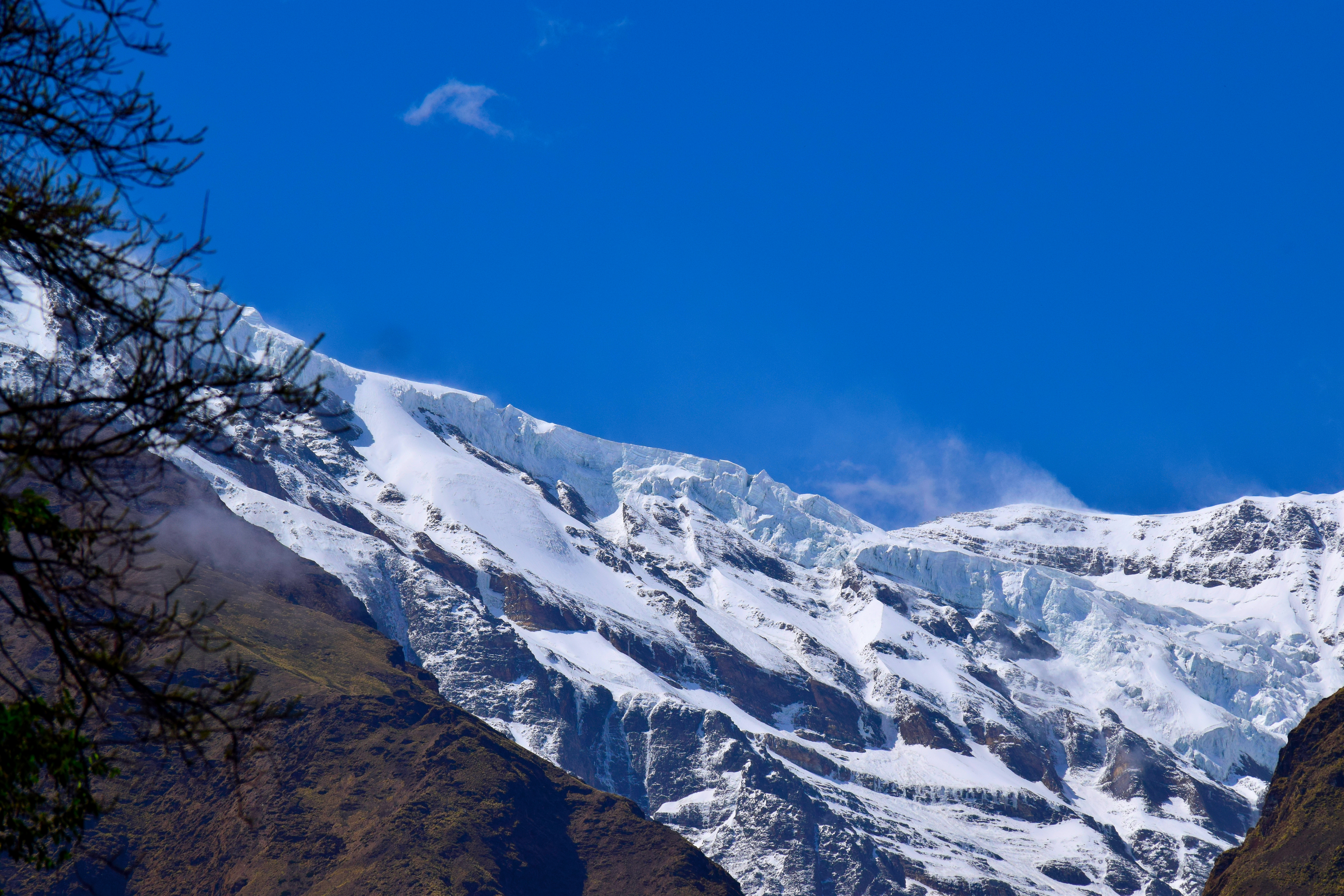